# Giorgio Andreoli

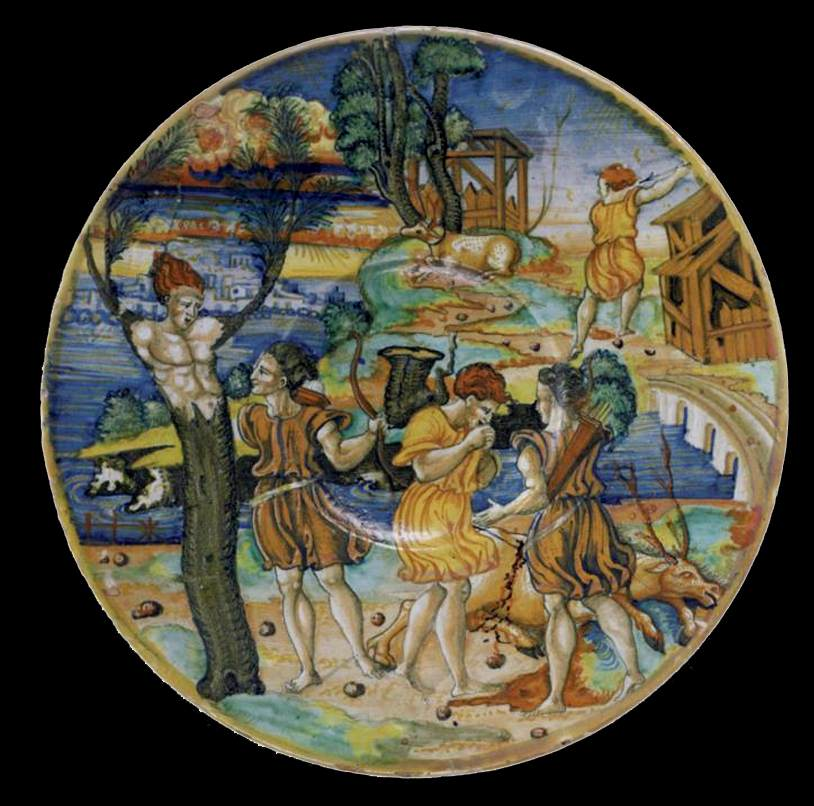
Die Metamorphose des Kyparissos' metamorfos, tallrik av Giorgio di Pietro Andreoli, omkring 1525–1530.

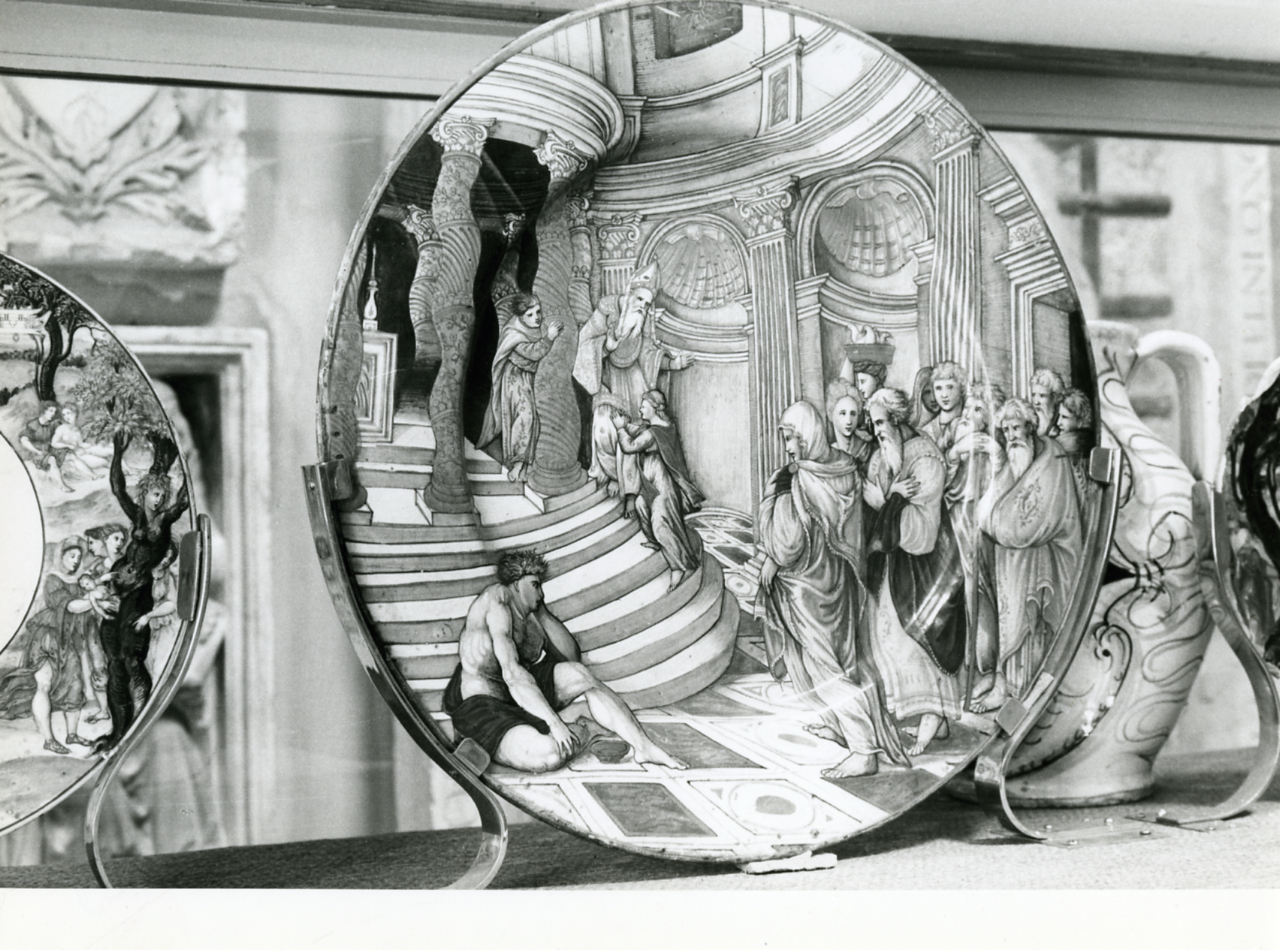
"Presentazione della Vergine al tempio", Giorgio Andreoli, Niccolò Pellipario.

Giorgio di Pietro Andreoli, även kallad Maestro Giorgio da Ugubio, död 1553, var en italiensk keramiker och majolikamålare.
Andreoli verkade i Gubbio från 1485 och sägs ha uppfunnit majolicans metalliska lysterfärger.